# 20 Fenchurch Street
20 Fenchurch Street é um arranha-céu comercial em Londres que leva o nome de seu endereço na Fenchurch Street, no histórico distrito financeiro da City of London. Foi apelidado de "The Walkie-Talkie" por causa de sua forma distinta. A construção foi concluída na primavera de 2014 e o 'sky garden' de três andares foi inaugurado em janeiro de 2015. O edifício de 38 andares tem 160 m de altura.